# Facelift (음반)
| 전문가 평가               | 전문가 평가 |
| 평가 점수                 | 평가 점수   |
| 출처                      | 점수        |
| ------------------------- | ----------- |
| AllMusic                  | [ 3 ]       |
| Classic Rock              | [ 5 ]       |
| Kerrang!                  | Favorable   |
| Q                         | [ 7 ]       |
| Rolling Stone Album Guide | [ 8 ]       |

《Facelift》는 미국의 록 밴드 앨리스 인 체인스의 데뷔 스튜디오 음반으로, 1990년 8월 28일, 컬럼비아 레코드를 통해 발매되었다. 수록곡 중 〈We Die Young〉과 〈Man in the Box〉가 싱글로 발매되었으며, 〈Man in the Box〉는 1992년 그래미 어워드 최우수 하드 록 보컬 퍼포먼스 부문에 후보로 올랐다. 《Facelift》는 그런지 장르의 첫 골드 인증 음반으로, 1991년 9월 11일, 미국 음반 산업 협회(RIAA)로부터 인증을 받았다. 이 음반은 빌보드 200 차트에서 42위까지 올랐으며, 미국 내 출하량 300만 장으로 트리플 플래티넘 인증을 받았다.

## 배경
지역 공연 기획자 랜디 하우저는 한 콘서트에서 앨리스 인 체인스를 알게 되었고, 데모 녹음 비용을 지원하겠다고 제안했다. 그러나 밴드가 워싱턴주의 뮤직 뱅크 스튜디오에서 녹음을 진행하기로 예정된 하루 전, 경찰이 주 역사상 최대 규모의 마리화나 단속을 벌이면서 스튜디오는 폐쇄되었다. 최종적으로 완성된 데모 《The Treehouse Tapes》는 매니저 켈리 커티스와 수전 실버에게 전달되었으며, 이들은 시애틀 기반의 밴드 사운드가든의 매니저이기도 했다. 커티스와 실버는 이 데모를 컬럼비아 레코드 A&R 대표 닉 터조에게 전달했고, 터조는 레이블 대표 돈 아이에너와의 미팅을 주선했다. 공연장에서 밴드가 직접 판매하던 《The Treehouse Tapes》를 바탕으로, 아이에너는 1989년 앨리스 인 체인스를 컬럼비아 레코드와 계약시켰다.
앨리스 인 체인스는 레이블의 최우선 과제가 되었고, 1990년 7월 밴드의 첫 공식 음반인 프로모션 EP 《We Die Young》이 발매되었다. 타이틀곡이자 리드 싱글인 〈We Die Young〉은 메탈 라디오에서 히트를 기록했다. 이 성공 이후, 레이블은 프로듀서 데이브 저든과 함께 앨리스 인 체인스의 데뷔 음반을 서둘러 제작에 들어갔다. 저든은 당시를 이렇게 회상했다. "내가 제리 캔트렐한테 그랬죠. '메탈리카는 토니 아이오미를 빠르게 만든 거야. 그런데 네가 한 건, 그를 다시 느리게 만든 거지.' 그랬더니 제리가 저를 딱 보더니, '맞았어'라고 하더라고요. 그 순간 바로 확신이 들었어요. 그렇게 해서 제가 그 작업을 맡게 된 거예요."

## 커버 아트
1991년 《비디오 메탈 시트》와의 인터뷰에서 제리 캔트렐은 이 음반 커버에 대해 "밴드의 탄생을 상징하는 배아 같은 느낌의 이미지가 원래 아이디어였다"고 밝혔다. 하지만 최종 결과물은 점점 더 무서운 분위기를 띠게 되었고, 결국 음악과 잘 어울리는 형태가 되었다고 말했다.
밴드는 사진작가 로키 쉥크와 함께 커버 아트에 대한 여러 아이디어를 논의했다. 그중 하나는 이들이 마치 안구에서 튀어나오는 것처럼 보이게 하는 구상이었다. 컬럼비아 레코드는 사진 촬영을 위한 큰 예산을 제공하지 않았지만, 쉥크는 밴드를 매우 마음에 들어 했고, 적은 예산에도 불구하고 프로젝트를 수락했다. 촬영 예산은 하루치 분량도 간신히 될 정도였지만, 쉥크는 이를 사흘간의 촬영으로 늘려 진행했다.
첫날 촬영은 1990년 5월 2일, 캘리포니아주 버뱅크에 위치한 오크우드 아파트 수영장에서 이루어졌다. 수영장에는 얇은 플라스틱 막을 덮어 밴드가 안구에서 튀어나오는 듯한 느낌을 연출했다. 멤버들은 플라스틱 아래에서 수영한 뒤 수면 위로 올라와 숨을 들이쉬는 연기를 해야 했고, 그 과정에서 플라스틱이 얼굴을 일그러뜨리는 효과가 나타났다. 이 촬영 세션에서 촬영된 사진 중 하나는 플라스틱에 감싸인 레인 스테일리와 그를 붙잡고 있는 다른 멤버들이 등장하는 장면으로, 〈We Die Young〉 싱글 커버 이미지로 사용되었다.

## 곡 목록
모든 곡들은 특별한 언급이 없는 한 제리 캔트렐에 의해 작사하였다.
| #   | 제목                           | 작사             | 작곡                         | 재생 시간 |
| --- | ------------------------------ | ---------------- | ---------------------------- | --------- |
| 1.  | 〈We Die Young〉               |                  |                              | 2:32      |
| 2.  | 〈Man in the Box〉             | 레인 스테일리    |                              | 4:46      |
| 3.  | 〈Sea of Sorrow〉              |                  |                              | 5:49      |
| 4.  | 〈Bleed the Freak〉            |                  |                              | 4:01      |
| 5.  | 〈I Can't Remember〉           | 스테일리, 캔트렐 |                              | 3:42      |
| 6.  | 〈Love, Hate, Love〉           | 스테일리         |                              | 6:26      |
| 7.  | 〈It Ain't Like That〉         |                  | 캔트렐, 마이크 스타, 숀 키니 | 4:37      |
| 8.  | 〈Sunshine〉                   |                  |                              | 4:44      |
| 9.  | 〈Put You Down〉               |                  |                              | 3:16      |
| 10. | 〈Confusion〉                  | 스테일리         | 켄트렐, 스타                 | 5:44      |
| 11. | 〈I Know Somethin (Bout You)〉 |                  |                              | 4:22      |
| 12. | 〈Real Thing〉                 | 스테일리         |                              | 4:03      |

## 인증
| 국가                               | 인증        | 판매량/출하량 |
| ---------------------------------- | ----------- | ------------- |
| 영국 (BPI)                         | 실버        | 60,000        |
| 미국 (RIAA)                        | 3× 플래티넘 | 3,000,000     |
| 판매량+스트리밍을 기반으로 한 인증 |             |               |